# Jättenötväcka
Jättenötväcka (Sitta magna) är en hotad sydostasiatisk tätting i familjen nötväckor, den största i familjen.

## Kännetecken

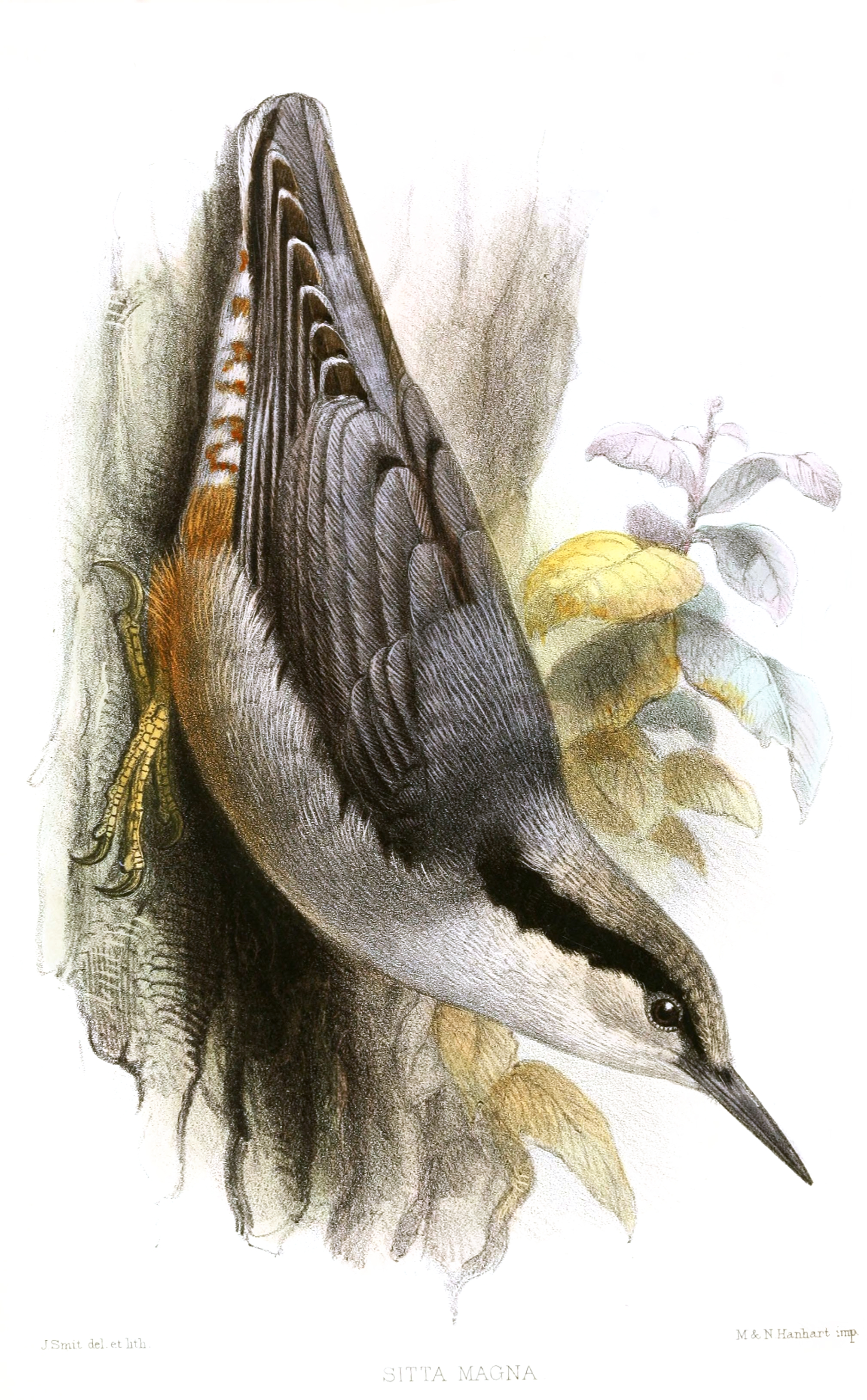

Jättenötväckan är som namnet antyder en mycket stor nötväcka, 19,5 centimeter lång. Näbben är relativt lång, strecket genom ögat brett och fortsätter till nacksidorna. Mitt på hjässan är den ljust grå, kontrasterande mot den mörkare ryggfärgen. Undergumpen är kastanjefärgad med vita teckningar. Honan är beige undertill och svagare tecknad.

## Ekologi
Fågeln förekommer i gammal barrskog eller öppen blandskog. Den finns nästan enbart i områden 1000–2500 meter över havet med stora, gamla  tallar av arten Pinus kesiya finns, ofta med inslag av ek. Jättenötväckan påträffas oftast i par, födosökande högt upp i tallar,  även om bon även har påträffats i ekar.

## Utbredning och systematik

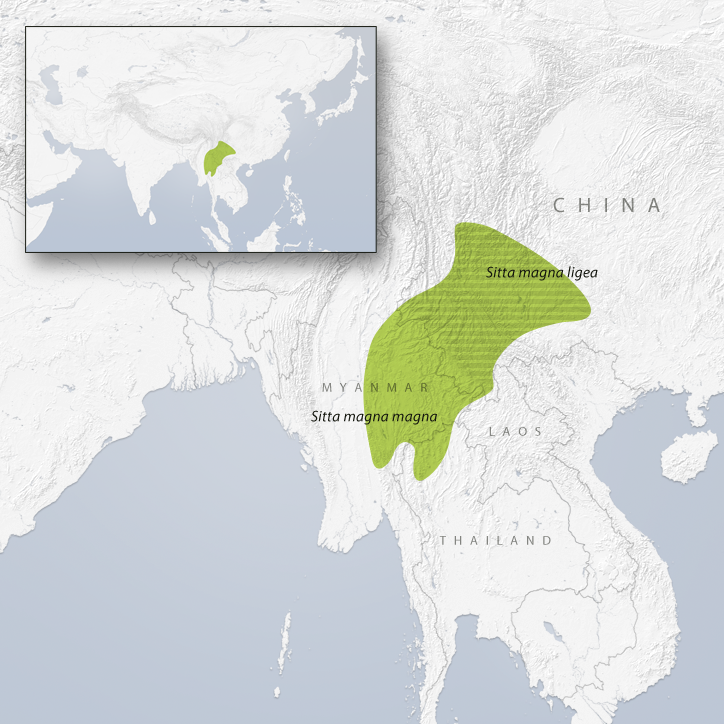
Artens utbredningsområde i Sydostasien.

Jättenötväcka delas in i två underarter med följande utbredning:
- Sitta magna ligea – sydvästra Kina (längst ner i södra Sichuan, nordvästra Yunnan och sydvästra Guizhou)
- Sitta magna magna – södra Kina (väster Yunnan) till sydöstra Myanmar och nordvästra Thailand

Nyligen utförda genetiska studier visar att jättenötväckans närmaste släkting troligen är den nordamerikanska arten vitbröstad nötväcka (S. carolinensis).

## Status och hot
Majoriteten av fynd är idag från Yunnan i Kina. I Burma är den endast känd från två lokaler varifrån den har försvunnit de senaste 20 åren. I Thailand minskar den på de nio lokaler den förekommer. Sentida undersökningar i Yunnan visar att den förekommer i de flesta områden med gammal tallskog, dock ovanligt och uppskattningsvis enbart mellan 800 och 2000 vuxna individer.
Jättenötväckans levnadsmiljö förstörs eller försämras. I Yunnan har massavverkning av tallskogen förbjudits i många områden, men där dör många träd på grund av utvinning av tallkoda. Små tallskogar ersätts också av eukalyptusplantage. Yunnan har också drabbats av en fyra år lång torka som man tror har påverkat jättenötväckans överlevnad. Reformer i skogsägarskap i Kina förväntas försämra situationen i framtiden. Internationella naturvårdsunionen IUCN kategoriserar arten därför numera om starkt hotad.